# Odontodactylus brevirostris
Odontodactylus brevirostris är en kräftdjursart som först beskrevs av Edward John Miers 1884.
Odontodactylus brevirostris ingår i släktet Odontodactylus och familjen Odontodactylidae. Inga underarter finns listade i Catalogue of Life.